# At-large congresdistrict van North Dakota

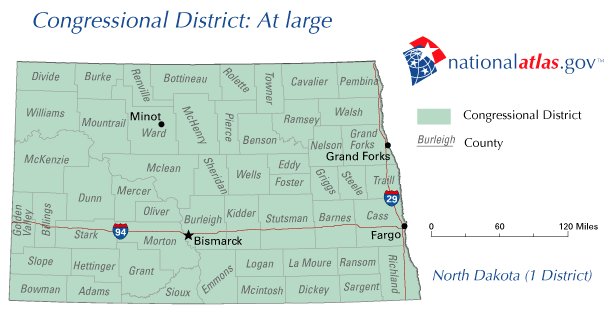
Het district bestaat uit de hele staat North Dakota.

Het at-large congresdistrict van North Dakota is het enige congresdistrict van de Amerikaanse staat North Dakota. Sinds 2025 is Republikein Julie Fedorchak de afgevaardigde voor het district.

## Lid van het Huis van Afgevaardigden (1973–heden)
| Lid van het Huis van Afgevaardigden | Lid van het Huis van Afgevaardigden | Lid van het Huis van Afgevaardigden | Ambtstermijn   | Ambtstermijn     | Partij(en) | Verkiezing(en) | Opmerking(en)           |
| ----------------------------------- | ----------------------------------- | ----------------------------------- | -------------- | ---------------- | ---------- | -------------- | ----------------------- |
|                                     | Mark Andrews                        | Mark Andrews (1926–2020)            | 3 januari 1973 | 3 januari 1981   | R          | 1972           | Senator (1981–1987)     |
| 1974                                | Mark Andrews                        | Mark Andrews (1926–2020)            | 3 januari 1973 | 3 januari 1981   | R          |                | Senator (1981–1987)     |
| 1976                                | Mark Andrews                        | Mark Andrews (1926–2020)            | 3 januari 1973 | 3 januari 1981   | R          |                | Senator (1981–1987)     |
| 1978                                | Mark Andrews                        | Mark Andrews (1926–2020)            | 3 januari 1973 | 3 januari 1981   | R          |                | Senator (1981–1987)     |
|                                     | Byron Dorgan                        | Byron Dorgan (1942)                 | 3 januari 1981 | 14 december 1992 | D          | 1980           | Senator (1992–2011)     |
| 1982                                | Byron Dorgan                        | Byron Dorgan (1942)                 | 3 januari 1981 | 14 december 1992 | D          |                | Senator (1992–2011)     |
| 1984                                | Byron Dorgan                        | Byron Dorgan (1942)                 | 3 januari 1981 | 14 december 1992 | D          |                | Senator (1992–2011)     |
| 1986                                | Byron Dorgan                        | Byron Dorgan (1942)                 | 3 januari 1981 | 14 december 1992 | D          |                | Senator (1992–2011)     |
| 1988                                | Byron Dorgan                        | Byron Dorgan (1942)                 | 3 januari 1981 | 14 december 1992 | D          |                | Senator (1992–2011)     |
| 1990                                | Byron Dorgan                        | Byron Dorgan (1942)                 | 3 januari 1981 | 14 december 1992 | D          |                | Senator (1992–2011)     |
| Vacant                              |                                     |                                     |                |                  |            |                |                         |
|                                     | Earl Pomeroy                        | Earl Pomeroy (1952)                 | 3 januari 1993 | 3 januari 2011   | D          | 1992           |                         |
| 1994                                | Earl Pomeroy                        | Earl Pomeroy (1952)                 | 3 januari 1993 | 3 januari 2011   | D          |                |                         |
| 1996                                | Earl Pomeroy                        | Earl Pomeroy (1952)                 | 3 januari 1993 | 3 januari 2011   | D          |                |                         |
| 1998                                | Earl Pomeroy                        | Earl Pomeroy (1952)                 | 3 januari 1993 | 3 januari 2011   | D          |                |                         |
| 2000                                | Earl Pomeroy                        | Earl Pomeroy (1952)                 | 3 januari 1993 | 3 januari 2011   | D          |                |                         |
| 2002                                | Earl Pomeroy                        | Earl Pomeroy (1952)                 | 3 januari 1993 | 3 januari 2011   | D          |                |                         |
| 2004                                | Earl Pomeroy                        | Earl Pomeroy (1952)                 | 3 januari 1993 | 3 januari 2011   | D          |                |                         |
| 2006                                | Earl Pomeroy                        | Earl Pomeroy (1952)                 | 3 januari 1993 | 3 januari 2011   | D          |                |                         |
| 2008                                | Earl Pomeroy                        | Earl Pomeroy (1952)                 | 3 januari 1993 | 3 januari 2011   | D          |                |                         |
|                                     | Rick Berg                           | Rick Berg (1959)                    | 3 januari 2011 | 3 januari 2013   | R          | 2010           |                         |
|                                     | Kevin Cramer                        | Kevin Cramer (1961)                 | 3 januari 2013 | 3 januari 2019   | R          | 2012           | Senator (sinds 2019)    |
| 2014                                | Kevin Cramer                        | Kevin Cramer (1961)                 | 3 januari 2013 | 3 januari 2019   | R          |                | Senator (sinds 2019)    |
| 2016                                | Kevin Cramer                        | Kevin Cramer (1961)                 | 3 januari 2013 | 3 januari 2019   | R          |                | Senator (sinds 2019)    |
|                                     | Kelly Armstrong                     | Kelly Armstrong (1976)              | 3 januari 2019 | 14 december 2024 | R          | 2018           | Gouverneur (sinds 2024) |
| 2020                                | Kelly Armstrong                     | Kelly Armstrong (1976)              | 3 januari 2019 | 14 december 2024 | R          |                | Gouverneur (sinds 2024) |
| 2022                                | Kelly Armstrong                     | Kelly Armstrong (1976)              | 3 januari 2019 | 14 december 2024 | R          |                | Gouverneur (sinds 2024) |
| Vacant                              |                                     |                                     |                |                  |            |                |                         |
|                                     | Julie Fedorchak                     | Julie Fedorchak (1968)              | 3 januari 2025 | heden            | R          | 2024           |                         |

## Presidentsverkiezingen
| Jaar | Resultaten                             | Winnende partij | Winnende partij      |
| ---- | -------------------------------------- | --------------- | -------------------- |
| 2000 | George W. Bush 61% - 33% Al Gore       |                 | Republikeinse Partij |
| 2004 | George W. Bush 63% - 36% John Kerry    |                 | Republikeinse Partij |
| 2008 | John McCain 53% - 45% Barack Obama     |                 | Republikeinse Partij |
| 2012 | Mitt Romney 59% - 39% - Barack Obama   |                 | Republikeinse Partij |
| 2016 | Donald Trump 64% - 28% Hillary Clinton |                 | Republikeinse Partij |